# NGC 7102
NGC 7102 = IC 5127 ist eine Balken-Spiralgalaxie vom Hubble-Typ SBb im Sternbild Pegasus am Nordsternhimmel. Sie ist schätzungsweise 225 Millionen Lichtjahre von der Milchstraße entfernt und hat einen Durchmesser von etwa 105.000 Lichtjahren. Gemeinsam mit PGC 214783 bildet sie ein gravitativ gebundenes Galaxienpaar.
Die Typ-II-Supernova SN 2003iw wurde hier beobachtet.
Das Objekt wurde am 16. Oktober 1863 von dem  Astronomen Albert Marth entdeckt.